# Ludwig Czech
Ludwig Czech (ur. 14 lutego 1870 we Lwowie, zm. 20 sierpnia 1942 w Theresienstadt) – niemiecki prawnik i działacz mniejszości niemieckiej w Czechosłowacji, przewodniczący Niemieckiej Socjaldemokratycznej Partii Robotniczej w Republice Czechosłowackiej (1920–1938), minister w rządach I Republiki (1929–1938).

## Życiorys
Urodził się w żydowskiej rodzinie we Lwowie, z wykształcenia był prawnikiem. Ukończył studia na Uniwersytecie w Wiedniu, gdzie związał się z ruchem socjalistycznym. Po uzyskaniu stopnia doktora nauk prawnych powrócił do Brna, podejmując praktykę w rodzinnym mieście, gdzie działał również w strukturach austriackiej socjaldemokracji. Był redaktorem gazety „Volksfreund” (Przyjaciel Ludu). W 1920 stanął na czele Niemieckiej Socjaldemokratycznej Partii Robotników w Republice Czechosłowackiej (niem.Deutsche sozialdemokratische Arbeiterpartei in der Tschechoslowakischen Republik, DSAP) opowiadającej się za ścisłą współpracą z partiami czeskimi i lojalizmem wobec Republiki. Sprawował mandat posła do Izby Poselskiej i jej wicemarszałka. W 1929 objął urząd ministra opieki społecznej, następnie w 1934 ministra robót publicznych, a w 1935 ministra zdrowia. Ostatnią funkcję pełnił do momentu opuszczenia przez DSAP koalicji rządowej w 1938. 
Po włączeniu Czech i Moraw do III Rzeszy w 1939 poddany prześladowaniom, w 1942 wywieziony do obozu w Terezinie, gdzie zmarł. 
Od jego nazwiska wzięły swą nazwę tzw. Czechkarten (kartki Czecha), tzn. kartki żywnościowe dla bezrobotnych nie należących do związków zawodowych, dzięki którym mogli oni przeżyć okres recesji.

## Odznaczenia
W 1992 roku został pośmiertnie odznaczony Orderem Tomáša Garrigue Masaryka IV klasy.